# Anna (Vorónezh)
Anna (ruso: А́нна) es un asentamiento de tipo urbano de Rusia, capital del raión homónimo en la óblast de Vorónezh.
En 2021, el asentamiento tenía una población de 15 316 habitantes. En su territorio no hay pedanías.
Se ubica sobre la carretera E38, a medio camino entre Vorónezh y Borisoglebsk. Al este del casco urbano fluye el río Bitiug.

## Historia
Tiene su origen en un área muy poco poblada que en 1697 fue alquilada por Piotr Bulart, un coronel de Ostrogozhsk. El coronel falleció en 1698 y su viuda, Anna (de quien el asentamiento toma el topónimo), envió una carta a Moscú, pidiendo que esta zona se explorase y poblase, de lo cual se encargó ese mismo año Iván Teviashov, gobernador de Stari Oskol. Se organizaron diecisiete aldeas habitadas tanto por rusos como por cosacos de Zaporiyia, con Anna como slobodá principal de la zona; sin embargo, en 1699 Pedro I ordenó a los colonos regresar a sus lugares de origen, y en los años siguientes se repobló el área con campesinos procedentes de áreas rurales de realengo del norte y centro de Rusia. El área formó parte del realengo ruso hasta 1796, cuando fue entregado el señorío de las tierras a Fiódor Rostopchín; su nuera, la poetisa Evdokiya Rostopchina, vivió a mediados del siglo XIX en Anna y dio a conocer la localidad en sus obras.
En 1873, el señorío fue adquirido por la familia noble Bariatinski, que llevó a cabo un plan para urbanizar la zona, financiando una línea de ferrocarril hasta Vorónezh, un hospital, una escuela y un nuevo templo parroquial. Al finalizar el siglo, el pueblo ya superaba los dos mil habitantes. En 1928, la Unión Soviética dio al pueblo el estatus de capital distrital, pero ello no supuso al principio un aumento de población, pues su estación ferroviaria fue el lugar de origen de una deportación masiva de kulakí al krai del Norte. Su desarrollo urbano comenzó en 1942-1943, cuando su estatus de capital distrital y núcleo ferroviario sirvieron para establecer aquí uno de los centros de mando soviéticos del frente de Vorónezh, desde el que operaron altos mandos como Nikolái Vatutin y Gueorgui Zhúkov, cuando el frente se hallaba a unos 100 km de Anna. Posteriormente se estableció en torno a la estación ferroviaria un núcleo industrial, adoptando la localidad el estatus de asentamiento de tipo urbano en 1958 y llegando a tener casi veinte mil habitantes en el censo de 2005.